# Banjar Agung (Baradatu)
Banjar Agung is een bestuurslaag in het regentschap Way Kanan van de provincie Lampung, Indonesië. Banjar Agung telt 889 inwoners (volkstelling 2010).